# Hapalorchis pumila
Hapalorchis pumila är en orkidéart som först beskrevs av Charles Schweinfurth, och fick sitt nu gällande namn av Leslie Andrew Garay. Hapalorchis pumila ingår i släktet Hapalorchis och familjen orkidéer. Inga underarter finns listade i Catalogue of Life.